# Ercole su'l Termodonte
Ercole su'l Termodonte (RV 710) è un dramma per musica in tre atti di Antonio Vivaldi su libretto di Antonio Salvi, in precedenza erroneamente attribuito a Giacomo Francesco Bussani (numero di catalogo RV 710).

## Storia
Rappresentata per la prima volta al Teatro Capranica di Roma, il 23 gennaio 1723, in occasione della stagione di carnevale (la celebre caricatura del compositore fatta da Pier Leone Ghezzi e riprodotta a fianco, testimonia la sua presenza per l'allestimento), riscosse sicuramente un grande successo, a giudicare sia dai commenti dei presenti (tra cui Johann Joachim Quantz) e dalle numerose arie (oltre a due duetti) pervenute in copia manoscritta (le collezioni più importanti si trovano a Parigi, Bruxelles, Münster). Conformemente a quanto spesso accadeva a Roma in seguito al divieto pontificio per le donne di accedere ai palcoscenici, tutti i ruoli furono interpretati da cantanti di sesso maschile, quasi tutti castrati.
L'opera è stata ricostruita da Alessandro Ciccolini e rappresentata, in forma incompleta, nel 2006 al Festival di Spoleto sotto la direzione di Alan Curtis. La "prima rappresentazione integrale in tempi moderni", nella revisione critica di Fabio Biondi, ha avuto invece luogo al Teatro Malibran di Venezia il 4 ottobre del 2007

## Personaggi ed interpreti
| personaggio | tipologia vocale            | Cast della prima esecuzione, 1723 (Direttore: Antonio Vivaldi) |
| ----------- | --------------------------- | -------------------------------------------------------------- |
| Ercole      | tenore                      | Giovanni Battista Pinacci                                      |
| Antiope     | soprano castrato (travesti) | Giovanni Ossi                                                  |
| Martesia    | soprano castrato (travesti) | Girolamo Bartoluzzi                                            |
| Ippolita    | soprano castrato (travesti) | Giacinto Fontana, "Farfallino"                                 |
| Orizia      | soprano castrato (travesti) | Giovanni Dreyer                                                |
| Teseo       | contralto castrato          | Giovanni Battista Minelli                                      |
| Alceste     | soprano castrato            | Giovanni Carestini                                             |
| Telamone    | contralto castrato          | Giuseppe Domenico Galletti                                     |

## Argomento
Questo è l'argomento del libretto come riportato nell'edizione RAI per la trasmissione dello spettacolo del Festival di Spoleto del 2006.

Euristeo, re di Micene, istigato da Giunone invidiosa delle glorie d'Ercole, comandò al medesimo che in sconto de' dodici talenti, de' quali gli era debitore, gli portasse per trofeo l'armi d'Antiope, allora regina delle Amazzoni, credendola un'impresa impossibile. Conosciutasi dalla Grecia l'indiscretezza di Euristeo, tutta la più scelta nobiltà, con Teseo e Telamone, volle accompagnare Ercole In tale impresa.
Andò Ercole con nove navi in Cappadocia, e sorprese all'improvviso le Amazzoni, gli riuscì far sue prigioniere Ippolita e Melanippe, sorelle della regina. D'Ippolita invaghitosi Teseo, l'ottenne in moglie da cui nacque Ippolito, e Menalippe fu riscattata da Antiope con dare in prezzo del riscatto le proprie armi ad Ercole: così Giustino nel Libro 2.
A Menalippe si è mutato il nome in Martesia per darle miglior suono, e si è finta figliuola e non sorella di Antiope.

## Registrazioni
Gli interpreti sono citati nel seguente ordine: Ercole, Antiope, Martesia, Ippolita, Orizia, Teseo, Alceste, Telamone.
- DVD Dynamic (Festival di Spoleto 2006): direttore: Alan Curtis; regista: John Pascoe; orchestra: Il Complesso Barocco; interpreti: Zachary Stains, Mary-Ellen Nesi, Laura Cherici, Marina Bartoli, Randall Scotting, Luca Dordolo, Filippo Mineccia[7].
- CD Virgin Classic (2010): direttore: Fabio Biondi; orchestra: Europa Galante; interpreti: Rolando Villazón, Vivica Genaux, Diana Damrau, Joyce Didonato, Patrizia Ciofi, Romina Basso, Philippe Jaroussky, Topi Lehtipuu (registrato nel gennaio del 2009 a Firenze).